# ГЕС Стежару
ГЕС Стежару (ГЕС «Dimitrie Leonida») — гідроелектростанція у північно-східній частині Румунії в повіті Нямц (історичний регіон Молдова), побудована на річці Бистриця (права притока Серету, який в свою чергу є лівою притокою Дунаю).
Це була перша потужна ГЕС, споруджена в часи комуністичного правління. Її будівництво розпочалося 1950 року та здійснювалося з використанням примусової праці політичних в'язнів. Під час проведення робіт через нестачу досвіду та погані умови праці ставались численні аварії. Первісно станцію назвали на честь В. І. Леніна, проте наразі вона носить ім'я румунського інженера, який запропонував реалізовану в ній гідротехнічну схему ще в 1900-х роках.
Накопичення ресурсу для роботи ГЕС здійснює гребля Биказ (також відома як Izvorul Muntelui), розташована безпосередньо вище впадіння правого притоку Бистриці Izvorul Muntelui та за кілька кілометрів вище від впадіння другого правого притоку Биказ. Гравітаційна бетонна гребля висотою 127 метрів та довжиною по гребеню 435 метрів є найбільшою спорудою такого типу в країні. В процесі її будівництва вийняли 1,3 млн м3 ґрунту та використали 1,6 млн м3 бетону (всього ж спорудження гідрокомплексу потребувало земляних робіт в об'ємі 3 млн м3 та 2,3 млн м3 бетону). В результаті утворилось водосховище із площею поверхні 310 км2 і об'ємом 1230 млн м3.
Від греблі до машинного залу, розташованого на лівому березі Бистриці біля населеного пункту Стежару, веде дериваційний тунель довжиною приблизно 4,5 км. Сам зал обладнаний шістьма гідроагрегатами з турбінами типу Френсіс, чотири з яких потужністю по 27,5 МВт ввели в експлуатацію у 1960—1961 роках, а ще дві потужністю по 50 МВт запустили у 1962-му.
Відпрацьована вода через відкритий канал потрапляє назад до Бистриці перед початком водосховища Pangarati. Всього нижче за течією річки створено ще 12 ГЕС (в т. ч. 9 на каналі П'ятра-Нямц — Бакеу), проте потужність жодної з них не перевищує 50 МВт (найбільша — ГЕС Vaduri — має 44 МВт).
В 2015 році укладено контракт на модернізацію станції вартістю 76 млн євро, розрахований на виконання до 2021 року. В ході робіт планується провести повну заміну турбін (за їх виробництво відповідатиме чеська CKD) та гідрогенераторів (замовлення для словенської Litostroj).
Видача продукції відбувається по ЛЕП, що працюють під напругою 110 та 220 кВ.